# Lost Toys
Lost Toys是由英國游戏开发者葛蘭·寇培斯、傑瑞米·隆里和達倫·湯瑪斯於1999年3月創立，他們都曾在牛蛙制作工作過。Lost Toys製作了兩款遊戲：《電光火石》和《戰都天鷹》。